# 任天堂软件技术

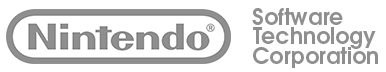
舊標誌，使用於2008年至2024年

任天堂软件技术有限公司（英語：Nintendo Software Technology Corporation，简称“NST”）是一家美国的遊戲開發商，它是日本电子游戏巨头任天堂的海外分公司任天堂美国设立的一家全资子公司。任天堂软件技术有限公司创建于1998年，其公司位于美国华盛顿州的雷德蒙德市，与任天堂美国总部仅几步之遥。任天堂软件技术有限公司作为任天堂的第一方游戏开发团队之一，主要专为任天堂的游戏硬件平台开发面向北美消费市场的电子游戏。
他们参与制作的第一款游戏是1999年发售在Game Boy Color平台上的《生化尖兵：精锐部队》（Bionic Commando: Elite Forces）。之后，他们又参与开发了像任天堂64平台上的《山脊赛车64》、任天堂GameCube上的《塞尔达传说 时之笛》复刻版等作品；他们也独立制作了《瑪利歐vs.咚奇剛》系列、任天堂DS上的《银河战士 Prime 猎人》的作品。
任天堂软件技术有限公司的联合创办人克劳德·科迈尔和斯科特·K·津村分别于2002年和2006年退休离开公司。之后任天堂从京都本社和其他子公司抽调人手加入任天堂软件技术有限公司，比如山城重喜（現任公司主席）、菅野克彦、志村由紀美等人。
作为同是由公司联合创办人之一的克劳德·科迈尔所创建的私立游戏专业学院迪吉彭理工学院（DigiPen Institute of Technology），曾把学校的主校区设立在与任天堂软件技术有限公司同一座建筑内，直到2010年搬出。

## 开发作品
任天堂软件技术有限公司作为任天堂在日本地区以外为数不多的游戏开发部门之一，从Game Boy Color到任天堂3DS的掌机平台都有他们参与开发的游戏作品；不过任天堂软件技术有限公司的主要开发平台还是任天堂的家用机平台，以及为任天堂其他的开发团队提供技术支持。
| 英文原作名称                                      | 日文原作名称                                    | 参考翻译                           | 发售时间                                                        | 备注                                   |
| Game Boy Color平台                                | Game Boy Color平台                              | Game Boy Color平台                 | Game Boy Color平台                                              | Game Boy Color平台                     |
| ------------------------------------------------- | ----------------------------------------------- | ---------------------------------- | --------------------------------------------------------------- | -------------------------------------- |
| Bionic Commando: Elite Forces                     | 不適用                                          | 生化尖兵：精锐部队                 | 北美：1999年                                                    |                                        |
| Crystalis                                         | ゴッド・スレイヤー はるか天空のソナタ           | 天神之劍: 在遙遠天空的你           | 北美：2000年6月26日                                             |                                        |
| 任天堂64平台                                      |                                                 |                                    |                                                                 |                                        |
| Ridge Racer 64                                    | 不適用                                          | 山脊赛车64                         | 北美：2000年2月14日 欧洲：2000年4月7日                          |                                        |
| Pokémon Puzzle League                             | 不適用                                          | 神奇寶貝：方塊聯盟                 | 北美：2000年9月25日 欧洲：2001年3月16日                         |                                        |
| 任天堂GameCube平台                                |                                                 |                                    |                                                                 |                                        |
| Wave Race: Blue Storm                             | ウェーブレースブルーストーム                    | 水上摩托：蓝色风暴                 | 日本：2001年9月14日 北美：2001年11月18日 欧洲：2002年5月3日     |                                        |
| Nintendo Puzzle Collection                        | NINTENDOパズルコレクション                      | 任天堂智力游戏合集                 | 日本：2003年2月7日                                              |                                        |
| The Legend of Zelda: Ocarina of Time Master Quest | ゼルダの伝説 時のオカリナGC 裏                  | 塞尔达传说：时之笛 里              | 日本：2002年12月13日 北美：2003年3月24日 欧洲：2003年5月2日     | 随《塞尔达传说：风之杖》预约版附赠     |
| The Legend of Zelda: Collector's Edition          | 不適用                                          | 薩爾達傳說合輯                     | 北美：2003年3月24日 欧洲：2003年5月2日                          |                                        |
| 1080° Avalanche                                   | テン·エイティ シルバーストーム                  | 1080°雪崩                          | 日本：2004年1月22日 北美：2003年12月1日 欧洲：2003年11月28日    |                                        |
| Game Boy Advance平台                              |                                                 |                                    |                                                                 |                                        |
| Mario vs. Donkey Kong                             | マリオvs.ドンキーコング                         | 马里奥vs.大金刚                    | 日本：2004年6月1日 北美：2004年5月24日 欧洲：2004年11月19日     |                                        |
| 任天堂DS平台                                      |                                                 |                                    |                                                                 |                                        |
| 实体游戏                                          |                                                 |                                    |                                                                 |                                        |
| Ridge Racer DS                                    | 不適用                                          | 山脊赛车 DS                        | 北美：2004年12月7日 欧洲：2004年12月7日                         |                                        |
| Metroid Prime Hunters                             | メトロイドプライム ハンターズ                   | 银河战士 Prime 猎人                | 日本：2006年6月3日 北美：2006年2月3日 欧洲：2006年5月5日        |                                        |
| Mario vs. Donkey Kong 2: March of the Minis       | マリオvs.ドンキーコング2 ミニミニ大行進!        | 瑪利歐VS.大金剛2 迷你瑪利歐向前走! | 日本：2007年4月12日 北美：2006年9月25日 欧洲：2007年3月9日      |                                        |
| Crosswords DS                                     | クロスワード                                    | 填字游戏DS                         | 日本：2006年3月23日 美国：2008年5月5日 欧洲：2009年12月18日     |                                        |
| Mario vs. Donkey Kong: Mini-Land Mayhem!          | マリオvs.ドンキーコング 突撃!ミニランド         | 瑪利歐vs.大金剛 突擊!迷你樂園      | 日本：2010年12月2日 北美：2010年11月14日 欧洲：2011年2月4日     |                                        |
| DSiWare                                           |                                                 |                                    |                                                                 |                                        |
| Mario vs. Donkey Kong: Minis March Again          | マリオvs.ドンキーコング_ミニミニ再行進!         | 马里奥VS.大金刚：迷你队伍 续       | 日本：2009年10月7日 北美：2009年6月8日 欧洲：2004年8月21日      |                                        |
| Mario Clock                                       | ニンテンドーDSi時計 ファミコンマリオタイプ      | iQue DSi 时钟 红白机马力欧版       | 日本：2009年4月1日 北美：2009年6月15日 中国大陆：2010年1月21日  |                                        |
| Animal Crossing Clock                             | ニンテンドーDSi時計 どうぶつの森タイプ          | iQue DSi 时钟 动物森林版           | 日本：2009年4月1日 北美：2009年5月4日 中国大陆：2010年1月21日   |                                        |
| Mario Calculator                                  | ニンテンドーDSi電卓 ファミコンマリオタイプ      | iQue DSi 计算器 红白机马力欧版     | 日本：2009年2月25日 北美：2009年6月15日 中国大陆：2010年2月11日 |                                        |
| Animal Crossing Calculator                        | ニンテンドーDSi電卓 どうぶつの森タイプ          | iQue DSi 计算器 动物森林版         | 日本：2009年2月25日 北美：2009年5月4日 中国大陆：2010年2月11日  |                                        |
| Aura-Aura Climber                                 | スカイジャンパー ソル                           | 跃空小子：索鲁                     | 日本：2010年11月10日 北美：2010年2月22日                        |                                        |
| Wii平台                                           |                                                 |                                    |                                                                 |                                        |
| 实体游戏                                          |                                                 |                                    |                                                                 |                                        |
| Super Smash Bros. Brawl                           | 大乱闘スマッシュブラザーズX                     | 任天堂明星大乱斗X                  | 日本：2008年1月31日 北美：2008年3月9日 欧洲：2008年6月27日      | 开发商之一                             |
| 虚拟主机                                          |                                                 |                                    |                                                                 |                                        |
| Sin and Punishment                                | 罪と罰～地球の継承者～                          | 罪与罚-地球的继承者-               | 日本：2007年9月20日 北美：2007年9月28日 欧洲：2007年10月1日     | 翻译//英文化                           |
| 任天堂3DS平台                                     |                                                 |                                    |                                                                 |                                        |
| 实体游戏                                          |                                                 |                                    |                                                                 |                                        |
| Crosswords Plus                                   | 不適用                                          | 填字游戏加强版                     | 北美：2012年10月1日                                             | 有下载版                               |
| Super Mario Maker for Nintendo 3DS                | スーパーマリオメーカー for ニンテンドー3DS      | 超级马里奥制造3DS                  | 日本：2016年12月1日 欧美：2016年12月2日                         |                                        |
| Captain Toad: Treasure Tracker                    | 進め! キノピオ隊長                              | 前进！奇诺比奥队长 for 3DS         | 全球：2018年7月13日                                             |                                        |
| eShop下载游戏                                     |                                                 |                                    |                                                                 |                                        |
| Mario and Donkey Kong: Minis on the Move          | マリオ & ドンキーコング ミニミニカーニバル      | 马里奥vs.大金刚：迷你行动          | 北美：2013年5月9日 欧洲：2013年5月9日 日本：2013年7月24日       |                                        |
| Mario vs. Donkey Kong: Tipping Stars              | マリオ vs. ドンキーコング みんなでミニランド    | 马里奥vs.大金刚：大家的迷你岛      | 北美：2015年3月5日 日本：2015年3月19日 欧洲：2015年3月20日      | 送Wii U版游戏兑换码                    |
| Wii U平台                                         |                                                 |                                    |                                                                 |                                        |
| 应用软件                                          |                                                 |                                    |                                                                 |                                        |
| Wii U Chat                                        | 不適用                                          | Wii U Chat                         | 北美：2012年11月18日 欧洲：2012年11月30日 日本：2012年12月8日   |                                        |
| Wii Street U                                      | 不適用                                          | Wii Street U                       | 北美：2013年2月14日 日本：2013年2月7日                          |                                        |
| eShop下载游戏                                     |                                                 |                                    |                                                                 |                                        |
| Mario vs. Donkey Kong: Tipping Stars              | マリオ vs. ドンキーコング みんなでミニランド    | 马里奥vs.大金刚：大家的迷你岛      | 北美：2015年3月5日 日本：2015年3月19日 欧洲：2015年3月20日      | 送3DS版游戏兑换码                      |
| 任天堂Switch平台                                  |                                                 |                                    |                                                                 |                                        |
| Captain Toad: Treasure Tracker                    | 進め! キノピオ隊長                              | 前进！奇诺比奥队长 for Switch      | 全球：2018年7月13日                                             |                                        |
| The Stretchers                                    | ストレッチャーズ                                | 担架拍档                           | 全球：2019年11月8日                                             | 协助Tarsier Studios开发                |
| Good Job!                                         | 不適用                                          | Good Job!                          | 全球：2020年3月26日                                             | 协助Paladin Studios开发                |
| Super Mario 3D World + Bowser's Fury              | スーパーマリオ 3Dワールド ＋ フューリーワールド | 超級瑪利歐3D世界+狂怒世界          | 全球：2021年2月12日                                             | 协助任天堂企劃製作本部和1-UP工作室开发 |

### 已取消作品
- Project H.A.M.M.E.R. （Wii）
- Wii Crush （Wii）